# Valle Cervo

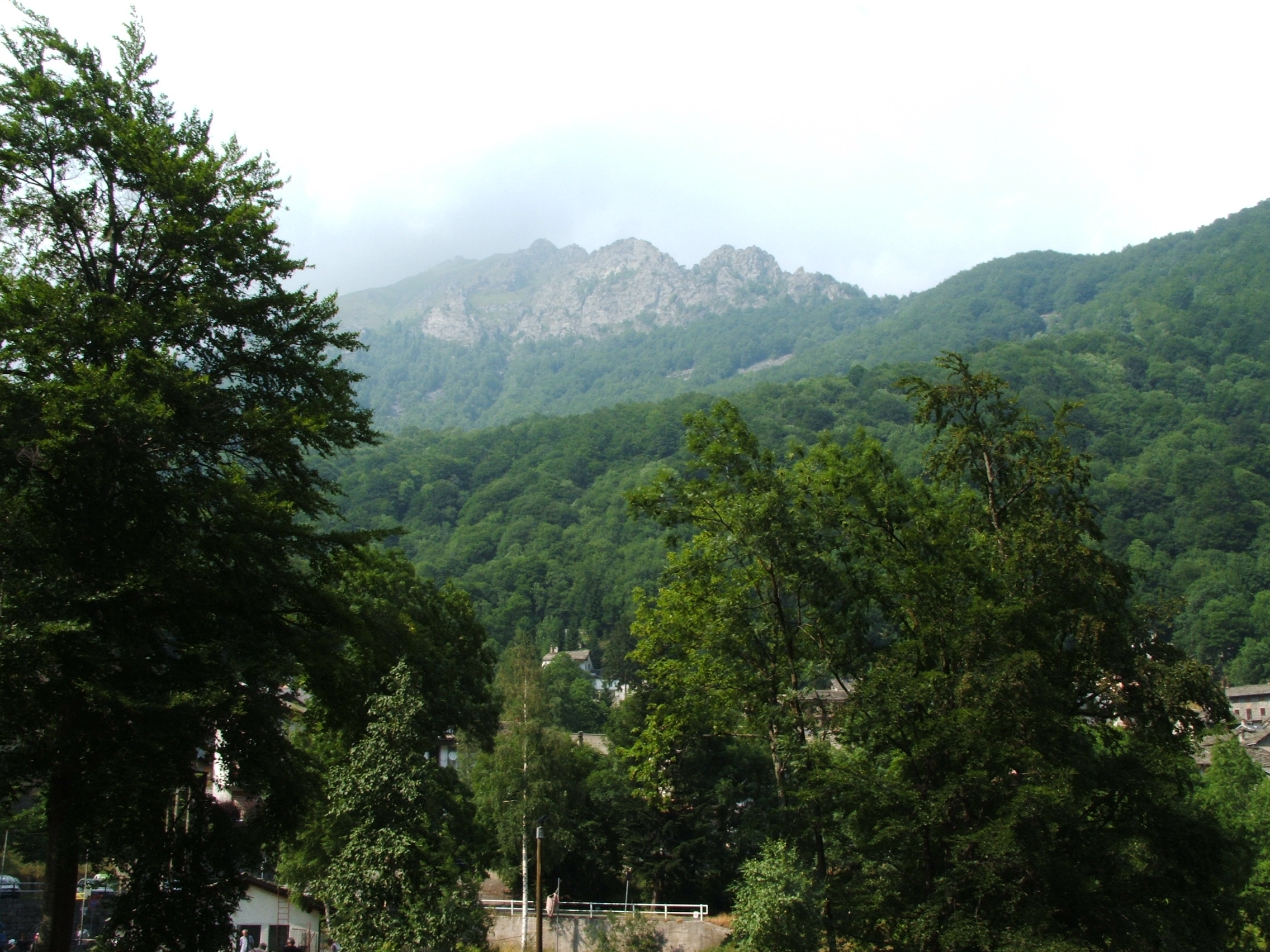
Le montagne che fanno da corona a Piedicavallo, in Alta Valle Cervo

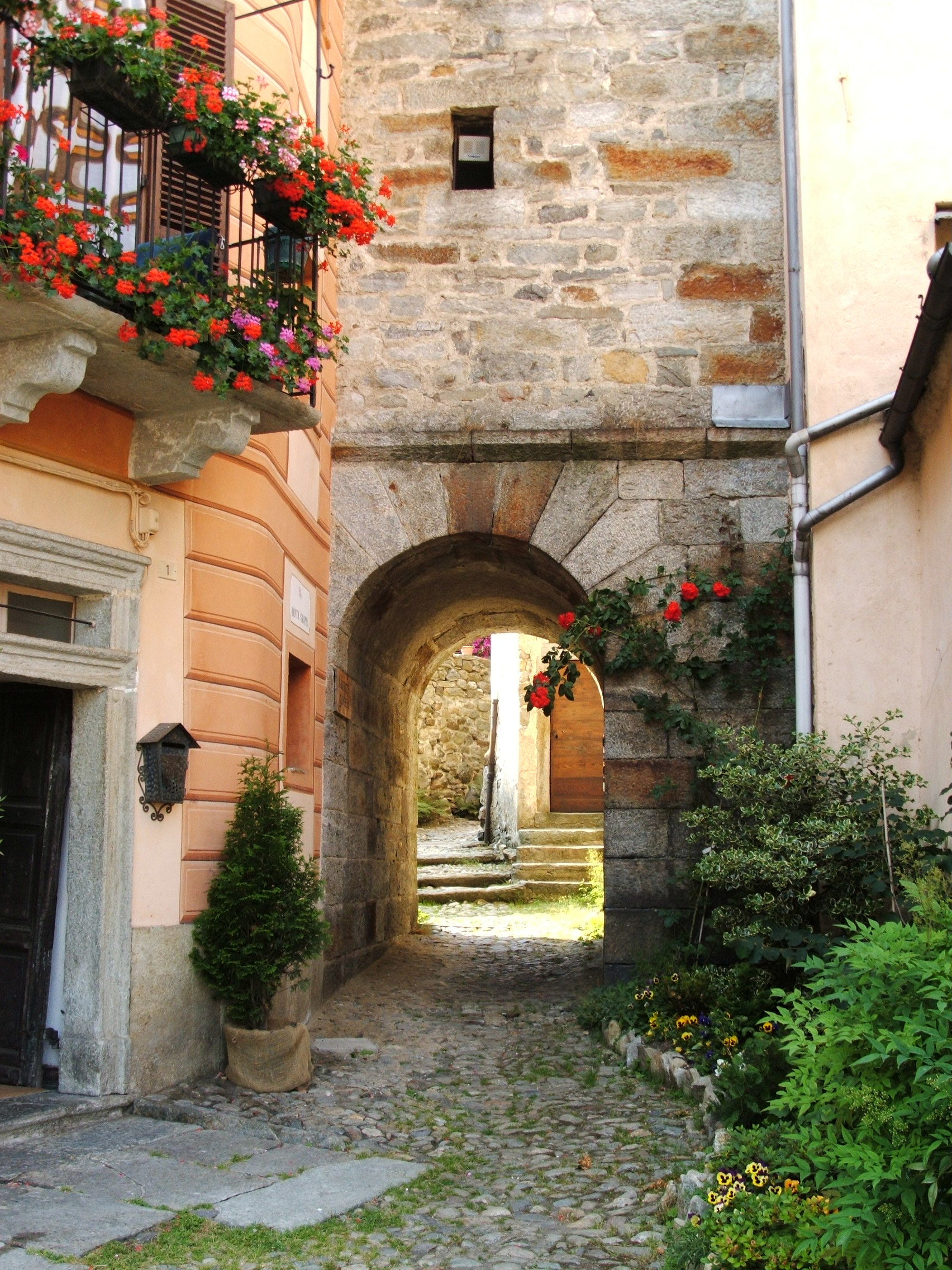
Caratteristica architettura in pietra della Bürsch, a Piedicavallo

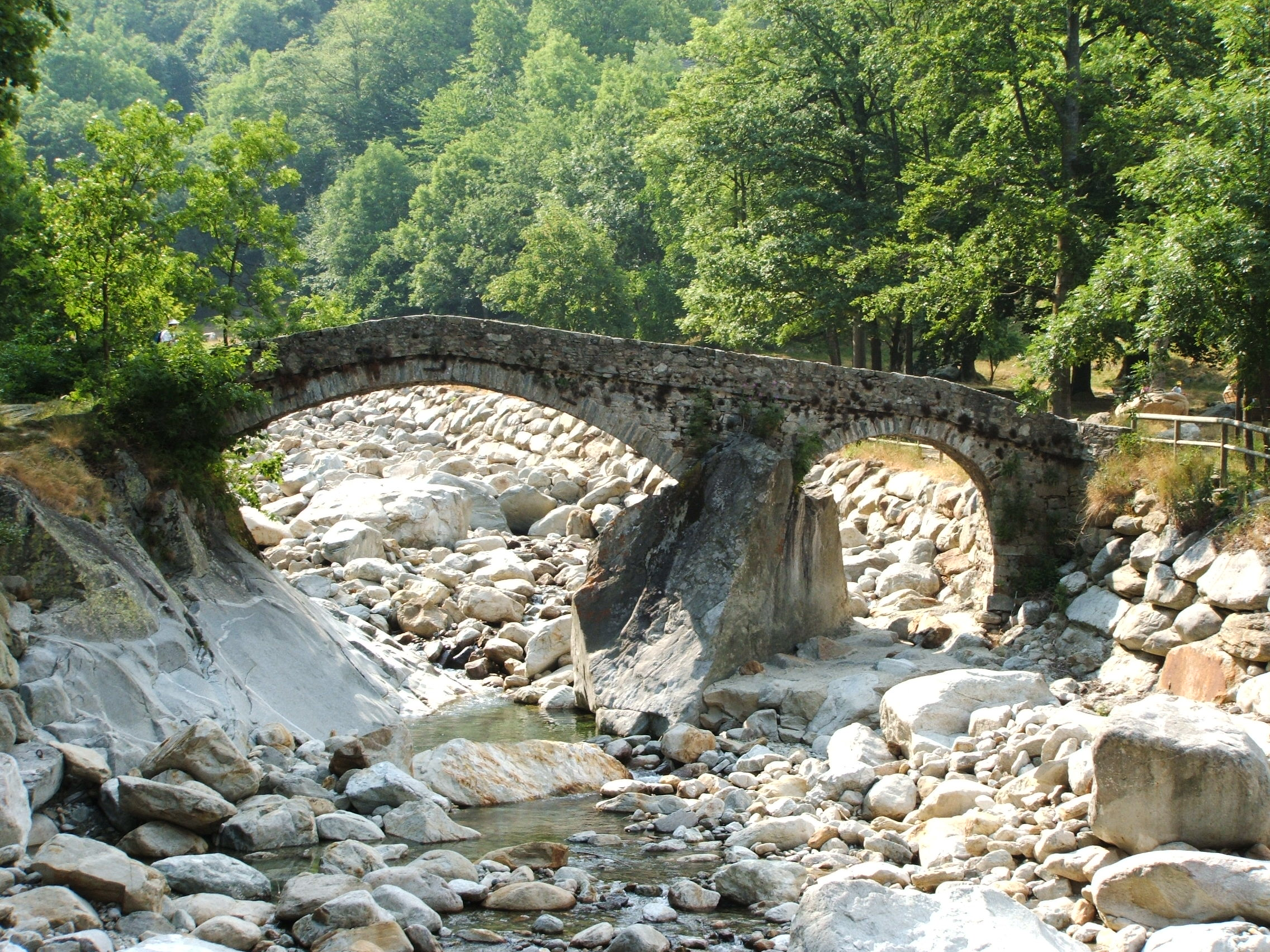
Antico ponte in pietra sul torrente Cervo, distrutto nel 2020 da un'alluvione e ricostruito l'anno successivo: il Ponte della Coda

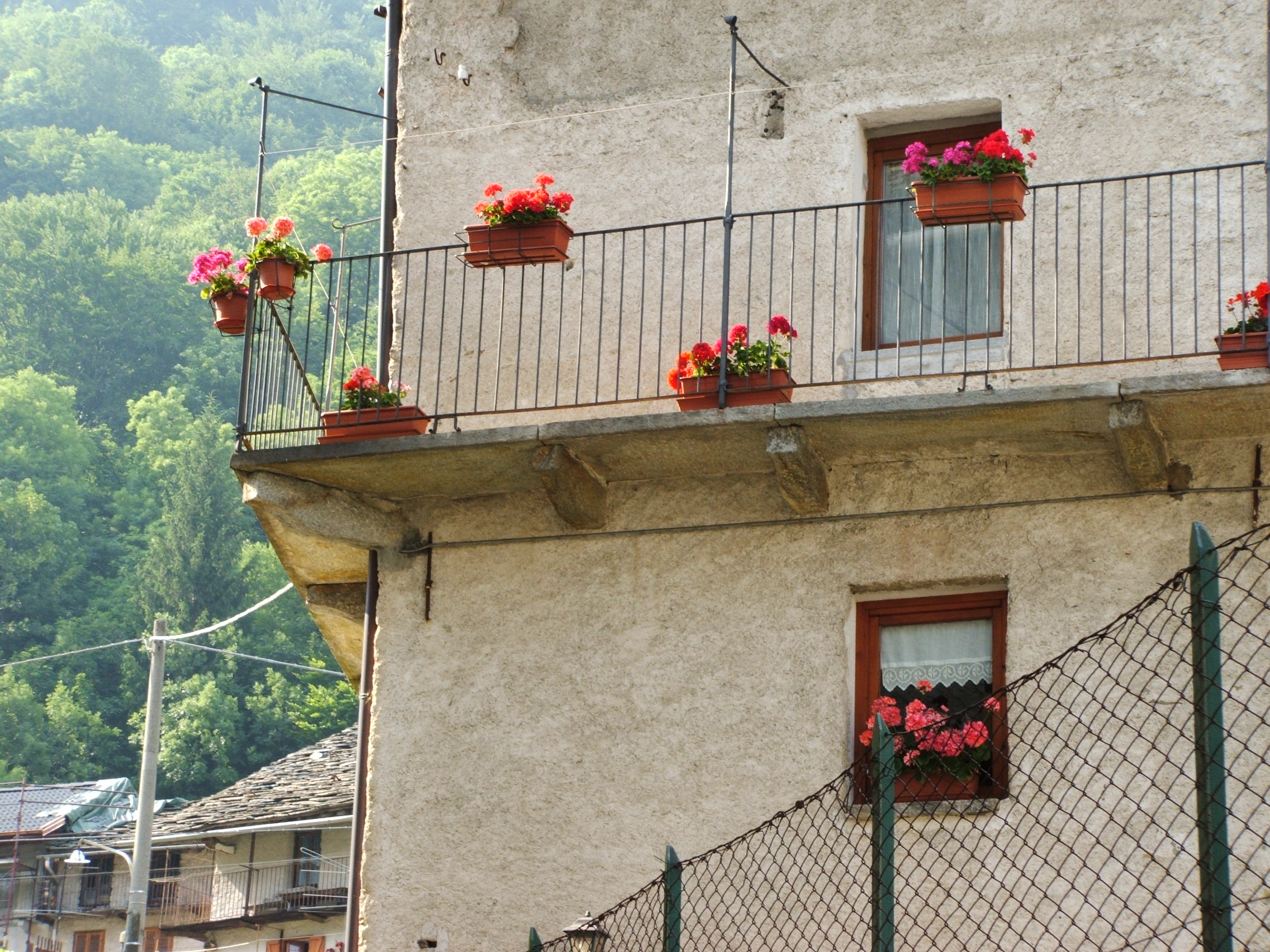
Balcone fiorito a Piedicavallo

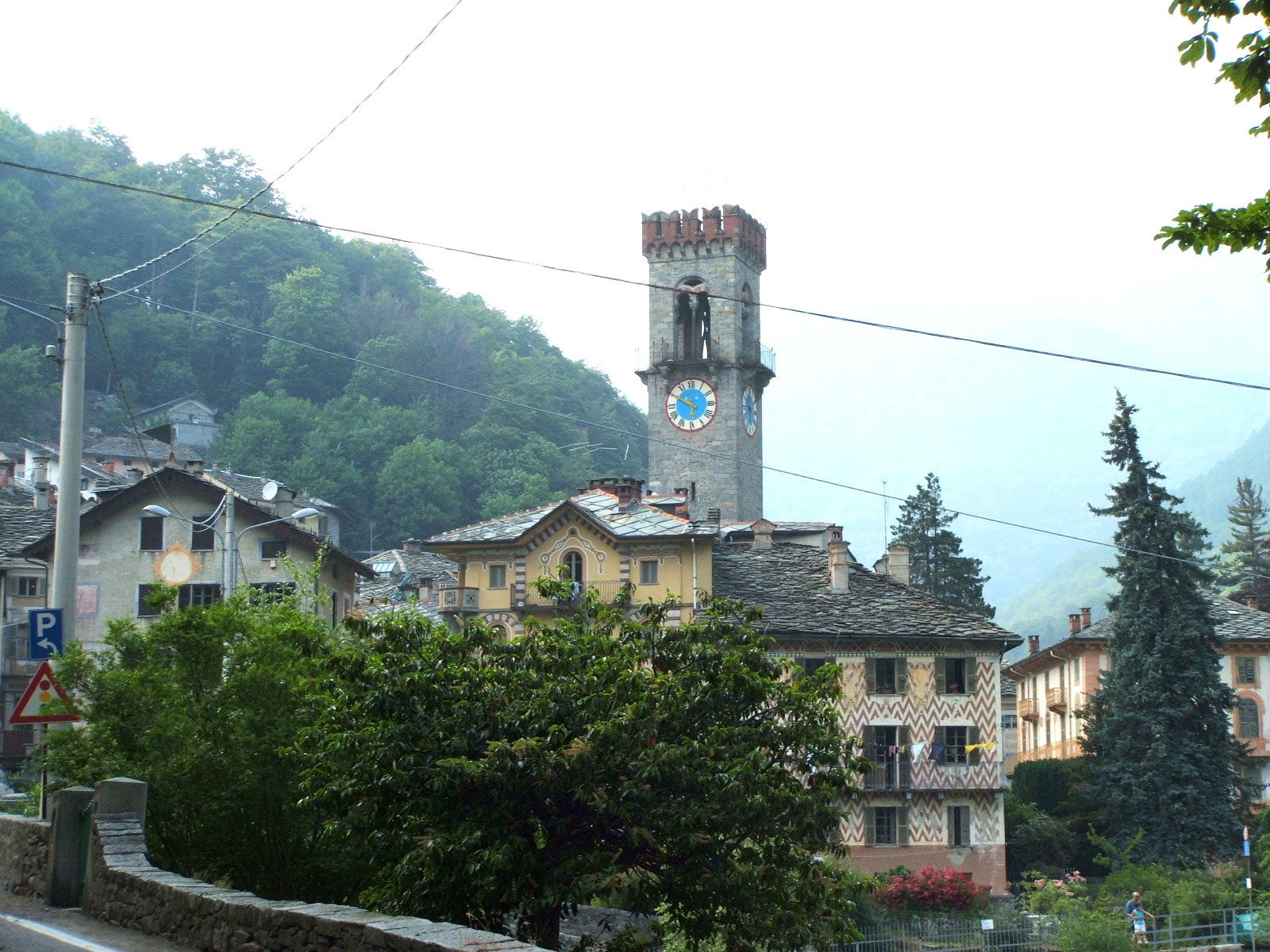
Rosazza, cittadina caratterizzata da numerose costruzioni in stile neogotico, è uno dei più conosciuti centri della Valle Cervo

La Valle Cervo (o Valle del Cervo, originariamente Sarvo, Valsaar o Valdandorn in piemontese) è un territorio montano della provincia di Biella che si sviluppa lungo il corso del torrente Cervo dalla sua origine a nord-ovest del centro abitato di Piedicavallo (Lago della Vecchia, ai piedi del Monte Cresto), fino al fondovalle e al capoluogo provinciale.
Parte del suo territorio rientra nell'area denominata Oasi Zegna.

## Caratteristiche
La valle che forma la Comunità Montana Valle Cervo, denominata la Bürsch in lingua walser, si presenta molto stretta e si estende tra la valle del Lys e la Valsesia (a nord-ovest); a sud-est confina con la contigua Valle Sessera.
In tempi passati aveva il nome di Valle d'Andorno, dal nome del comune maggiormente popolato, ovvero quello di Andorno Micca, posto a mezzavalle.
Molti dei suoi abitanti, specializzati nel lavoro di muratura, hanno spesso affrontato l'emigrazione per la costruzione di importanti opere, ad esempio a Fenestrelle, Exilles o Bard.
In particolare, la valle si suddivide in Alta Valle (che si identifica nella comunità montana della Bürsch) e in Bassa Valle, a sud di Sagliano Micca, ed è conosciuta per le apprezzate attività artigianali della zona (tessile, legname) e per la presenza di numerose fabbriche per la lavorazione dei tessuti e della lana (a Tollegno hanno sede la Lana Gatto e diverse aziende di filatura e tessitura) e della fabbricazione di cappelli (Cappellificio Cervo di Sagliano Micca) destinati soprattutto all'esportazione. Un'altra storica azienda biellese, il biscottificio Cervo, è situata a Chiavazza, allo sbocco della valle sulla pianura.
La parte alta della valle, che ha il maggior valore sul piano prettamente paesaggistico, si estende su un territorio montano di circa 73 km², dalla cosiddetta strettoia di Bogna all'arco delle Alpi Pennine. Dall'Alta Valle si dipana la strada panoramica Zegna che costeggia il crinale prealpino congiungendo, attraverso il parco naturale denominato Oasi Zegna, le località di Campiglia Cervo e Trivero.
La vegetazione è caratterizzata dalla presenza di numerosi boschi di faggio e di castagno. La presenza di numerose cave di pietra conferma ancor oggi il complicato rapporto dell'uomo con l'ambiente naturale di questa valle, discretamente alluvionale, il cui ecosistema è reso precario dalla instabile condizione climatologica.
La maggiore altitudine si registra nel monte Bo, che raggiunge i 2556 metri di altezza.

### Geologia
La Valle Cervo è nota ai geologi per la presenza di un piccolo plutone intrusivo nel quale sono state rilevate una parte centrale costituita da un nucleo granitico, una fascia intermedia di sienite ed un'area di confine con le formazioni rocciose circostanti a micascisti dove prevale la monzonite. A tale formazione geologica sono associate alcune cave di sienite presenti in valle ed una radioattività naturale di fondo che, nella zona, è relativamente elevata a causa del decadimento di elementi come il torio e l'uranio piuttosto abbondanti nelle rocce che formano il plutone.

## Storia
Le notizie riguardo ai primi insediamenti in valle antecedenti al X secolo sono piuttosto scarse. Quello che si sa con una qualche certezza è che, considerata la posizione di confine fra Italia e Francia, la zona fu popolata tanto da abitanti di etnia differente ma sicuramente mediterranea provenienti dalla zona di pianura quanto da esploratori di origine celtica. A testimoniare questo assunto sono i toponimi e il dialetto locale, ricchi di lemmi la cui etimologia è di pura derivazione francese e tedesca. Altrettanto certa pare fosse la presenza in zona di esercito dell'impero romano.
Gli storici ritengono che coloro che nel VI secolo a.C. per primi abitarono la valle furono i leponzi, una popolazione di cacciatori e pescatori di origine celtica o ligure, guerrieri per motivi di difesa del territorio, ma disposti a vivere in pace praticando la non facile pastorizia e capaci di resistere alle intemperie del luogo e alle difficoltà di vita in un luogo impervio caratterizzato da profondi canaloni.
Successivamente, a queste popolazioni autoctone se ne aggiunsero altre provenienti da nord attraverso la Valsesia e ancor più, per il colle della Gragliasca, dalla valle del Lys.
Limitatamente alla parte bassa della valle sono state a supportare la tesi di una presenza in epoca romana è stato il rinvenimento di alcune monete nella zona di Sagliano Micca.
Notizie certe sulla valle si hanno solo dal medioevo. L'Alta Valle è citata ad esempio - ed è questo il primo documento autentico di cui si dispone - in una bolla del papa Innocenzo III del 2 maggio 1207. Da essa si desume la presenza di una comunità abitativa organizzata attorno alla chiesa di San Martino (Campiglia Cervo) et alias ecclesias de valle Sarvenis.

In effetti, l'unica testimonianza architettonica religiosa che abbia resistito al tempo è la chiesa di Santa Maria di Pedeclosso.
Nel XIV secolo - anno 1379 - le comunità valligiane e di Biella giurarono fedeltà al conte di Aosta Amedeo VI di Savoia.

Due secoli dopo, nel 1552, venne deciso il distacco della popolazione di Andorno Micca da quella di Biella e, circa centocinquant'anni dopo ancora, fu la zona dell'Alta Valle Cervo a distaccarsi dal controllo del marchese di Andorno Carlo Emilio di Parella, dalla cui residenza-ospizio sorgerà il santuario di San Giovanni d'Andorno, con conseguente suddivisione del territorio in quattro comuni autonomi: Campiglia Cervo, Piedicavallo, Quittengo, San Paolo Cervo.
In tempi più recenti, la valle ha legato il suo nome a quello del senatore Rosazza Pistolet che, fra il 1889 ed il 1898 fece costruire una strada di collegamento fra San Giovanni d'Andorno e il santuario di Oropa per favorire un'unione non solo simbolica fra i due luoghi di culto.
Nel 1973 furono costituite nel territorio della valle due comunità montane denominate Alta Valle Cervo e Bassa Valle Cervo. Della prima facevano parte i comuni di Quittengo, Piedicavallo, Rosazza, Campiglia Cervo e San Paolo Cervo, mentre alla seconda appartenevano i comuni della parte più bassa della vallata oltre che Zumaglia, Ronco Biellese e Ternengo, orograficamente esterni alla valle. Le due comunità montane furono in seguito accorpate dalla Regione Piemonte e formarono la Comunità Montana Valle Cervo, con sede a Andorno Micca.

## Principali località
I principali e più antichi centri abitati dell'Alta Valle Cervo sono (oltre a quelli precedentemente citati): Piedicavallo, Balma, Quittengo, Rosazza, San Paolo Cervo, Orio Mosso e la frazione di Oretto, dove vi è ancora un'antica chiesetta di stile gotico, Rialmosso, Mortigliengo, Piaro (già Piario), Forgnengo (già Furniono) e Beccara (già Prebecaria), Montesinaro, località alpestri già esistenti in epoca medioevale, secondo documenti risalenti al XIII secolo.
La bassa valle comprende, - oltre al principale, Andorno Micca - i comuni di Miagliano, Pralungo, Sagliano Micca, Tavigliano e Tollegno oltre a San Giuseppe di Casto, un tempo comune autonomo e oggi facente parte del territorio di Andorno. Altre frazioni piuttosto rilevanti sono Oneglie (Sagliano Micca), la Colma (sul confine tra Andorno e Biella), Sant'Eurosia (Pralungo) e Passobreve, collocata sul fondovalle poco a monte di Sagliano.

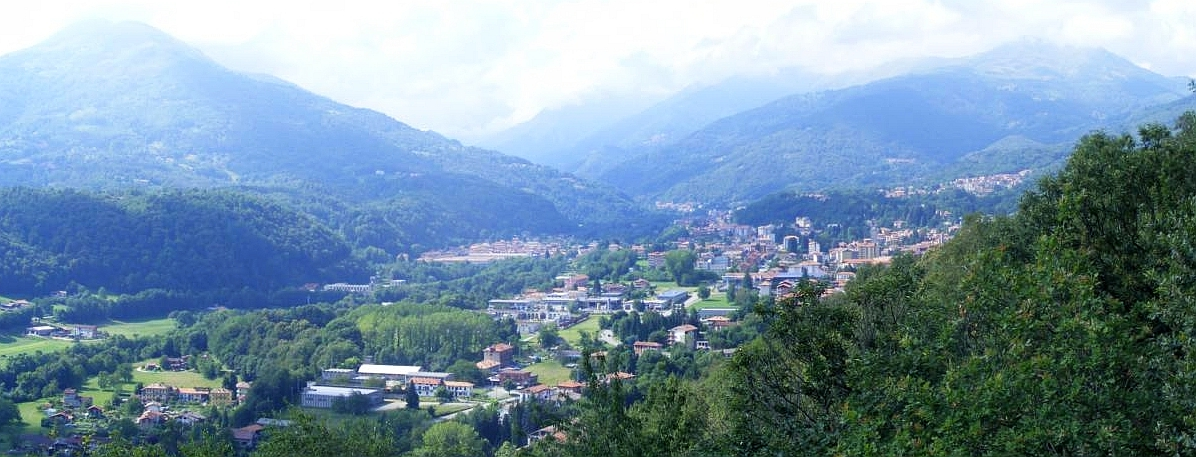
La bassa valle vista dalla Randolina